# Oporto Challenger 1991
L'Oporto Challenger 1991 è stato un torneo di tennis facente parte della categoria ATP Challenger Series nell'ambito dell'ATP Challenger Series 1991. Il torneo si è giocato a Porto in Portogallo dal 15 al 21 aprile 1991 su campi in terra rossa.

## Vincitori

### Singolare
Stefano Pescosolido ha battuto in finale  Roberto Azar con il punteggio di 6–1, 6–1

### Doppio
Dmitrij Poljakov /  Tomáš Anzari hanno battuto in finale  Paul Haarhuis /  Mark Koevermans con il punteggio di 3–6, 6–3, 6–4